# Club Atlético River Plate 1996-1997
Questa voce raccoglie le informazioni riguardanti il Club Atlético River Plate nelle competizioni ufficiali della stagione 1996-1997.

## Stagione
Il River Plate vince per la prima volta sia Apertura che Clausura. Ramón Díaz ottiene diversi rinforzi per la stagione, tra cui l'attaccante cileno Marcelo Salas, e l'argentino Julio Cruz, quest'ultimo autore di 10 reti nel torneo di Apertura e vicecapocannoniere dietro a Gustavo Reggi (11 gol). Nonostante la sconfitta nel Superclásico con il Boca Juniors, la squadra totalizza 15 vittorie, 1 pareggio (alla prima giornata con il Gimnasia La Plata) e 3 sconfitte. Nel campionato di Clausura la vittoria è meno netta, ma il margine sui secondi classificati (Colón e Newell's Old Boys) è comunque di 6 punti. Data la vittoria in Libertadores nella stagione precedente, il River si qualifica per la Coppa Intercontinentale 1996, tenutasi il 26 novembre allo Stadio Nazionale di Tokyo tra la compagine argentina e la Juventus; la gara è decisa in favore degli italiani dal gol di Alessandro Del Piero all'81º. In campo internazionale il River partecipa anche alla Recopa Sudamericana 1997, perdendo con i connazionali del Vélez Sarsfield.

## Maglie e sponsor
Lo sponsor tecnico per la stagione 1996-1997 è Adidas, mentre lo sponsor ufficiale è Quilmes.
| Casa | Trasferta |

## Rosa
| N. |                      | Ruolo | Calciatore         |
| -- | -------------------- | ----- | ------------------ |
|    | Argentina (bandiera) | P     | Roberto Bonano     |
|    | Argentina (bandiera) | P     | Germán Burgos      |
|    | Argentina (bandiera) | P     | Joaquín Irigoytia  |
|    | Argentina (bandiera) | P     | Alejandro Saccone  |
|    | Argentina (bandiera) | D     | Ricardo Altamirano |
|    | Paraguay (bandiera)  | D     | Celso Ayala        |
|    | Argentina (bandiera) | D     | Eduardo Berizzo    |
|    | Argentina (bandiera) | D     | Gustavo Lombardi   |
|    | Argentina (bandiera) | D     | José María Paz     |
|    | Argentina (bandiera) | D     | Sebastián Pena     |
|    | Argentina (bandiera) | D     | Guillermo Rivarola |
|    | Argentina (bandiera) | D     | Juan Pablo Sorín   |
|    | Argentina (bandiera) | D     | Roberto Trotta     |
|    | Argentina (bandiera) | C     | Pablo Aimar        |
|    | Argentina (bandiera) | C     | Matías Almeyda     |
|    | Argentina (bandiera) | C     | Leonardo Astrada   |
|    | Argentina (bandiera) | C     | Sergio Berti       |

| N. |                      | Ruolo | Calciatore         |
| -- | -------------------- | ----- | ------------------ |
|    | Argentina (bandiera) | C     | Hernán Díaz        |
|    | Argentina (bandiera) | C     | Marcelo Escudero   |
|    | Argentina (bandiera) | C     | Darío Figueroa     |
|    | Uruguay (bandiera)   | C     | Enzo Francescoli   |
|    | Argentina (bandiera) | C     | Marcelo Gallardo   |
|    | Argentina (bandiera) | C     | Leonel Gancedo     |
|    | Argentina (bandiera) | C     | Hernán Maisterra   |
|    | Argentina (bandiera) | C     | Roberto Monserrat  |
|    | Argentina (bandiera) | C     | Ariel Ortega       |
|    | Uruguay (bandiera)   | C     | Adrián Sarkissian  |
|    | Argentina (bandiera) | C     | Santiago Solari    |
|    | Argentina (bandiera) | A     | Gabriel Omar Amato |
|    | Argentina (bandiera) | A     | Ramón Medina Bello |
|    | Argentina (bandiera) | A     | Diego Rivarola     |
|    | Argentina (bandiera) | A     | Julio Rossi        |
|    | Cile (bandiera)      | A     | Marcelo Salas      |
|    | Argentina (bandiera) | A     | Facundo Villalba   |

## Statistiche

### Statistiche di squadra
| Competizione          | Punti | Totale | Totale | Totale | Totale | Totale | Totale | DR  |
| Competizione          | Punti | G      | V      | N      | P      | Gf     | Gs     | DR  |
| --------------------- | ----- | ------ | ------ | ------ | ------ | ------ | ------ | --- |
| Campionato - Apertura | 46    | 19     | 15     | 1      | 3      | 52     | 22     | +30 |
| Campionato - Clausura | 41    | 19     | 12     | 5      | 2      | 36     | 20     | +16 |
| Totale                | -     |        |        |        |        |        |        | -   |